# Christian Leibbrandt

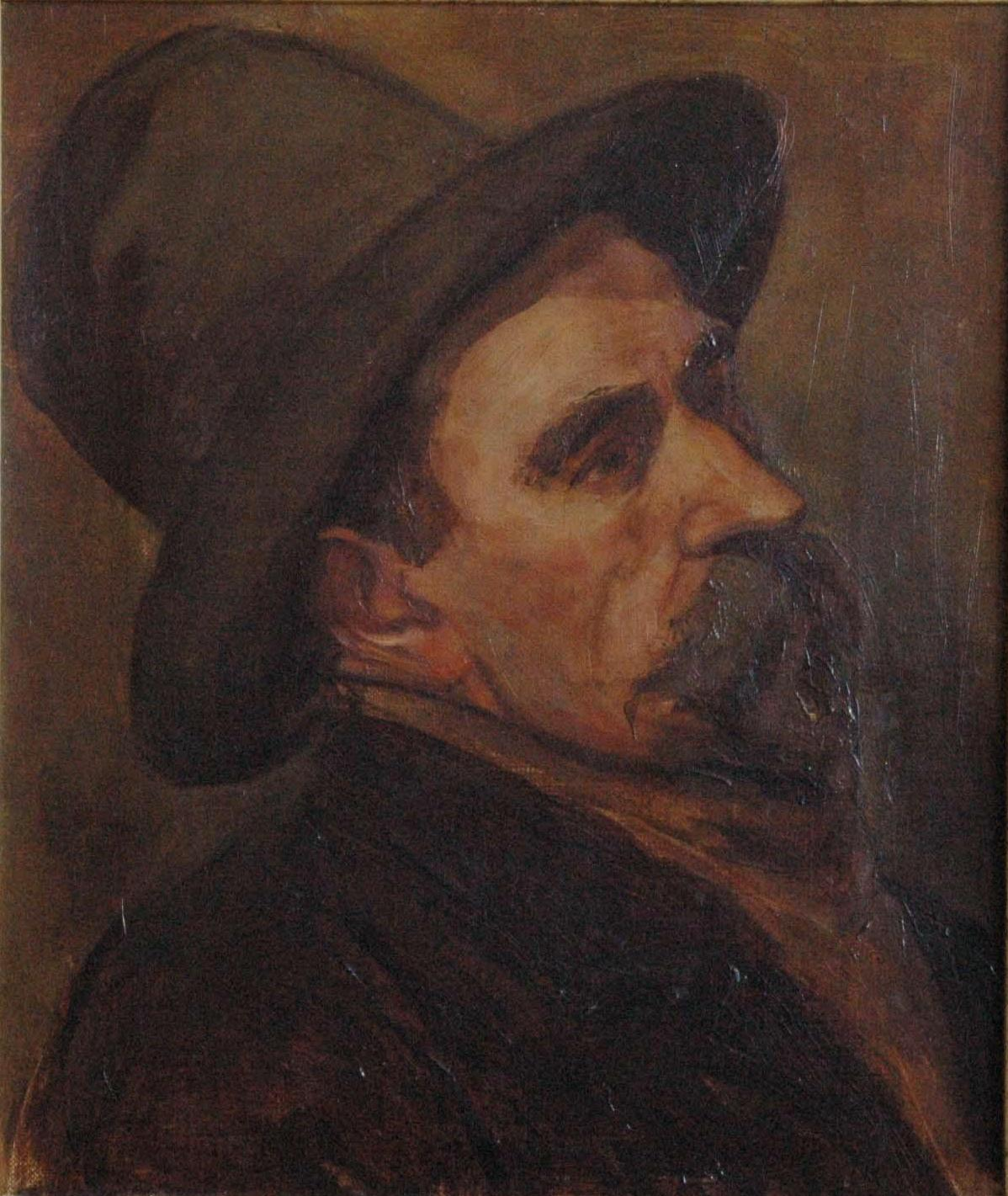
Theo van Doesburg. Portret van Christian Leibbrandt. 1906 (?). Nijmegen, privéverzameling C.C. Leibbrandt.

Christian Leibbrandt (Amsterdam, 3 augustus 1868 – aldaar, 22 september 1941) was een Nederlands schilder.

## Levensloop
Hij was zoon van de Duitser Johann Gottfried Leibbrandt en zijn Nederlandse vrouw Jansje Lieneke. In Amsterdam bezocht hij de Kunstnijverheidsschool Quellinus, maar uiteindelijk besloot hij winkelier te worden. In zijn vrije tijd bleef hij echter actief als schilder en tekenaar. Ook had hij toestemming in het Rijksmuseum schilderijen te kopiëren. Leibbrandt schilderde voornamelijk stillevens en zelfportretten. Daarnaast schijnt hij betrokken te zijn geweest bij de totstandkoming van de plafondschilderingen van de eerste klas wachtkamer van Station Amsterdam Centraal. Hij woonde en werkte aan de Jacob van Lennepstraat 107 in Amsterdam en trouwde op 30 oktober 1897 Wilhelmina Elizabeth (Mina) de Jager (1873-1920). Bij haar had hij drie kinderen: Johann Gottfried Leibbrandt, huisarts in Amsterdam, Anna Maria Leibbrandt en Christian Wilhelm Leibbrandt, psychiater in Amersfoort.
Van 1906 tot 1915 was hij bevriend met kunstenaar Theo van Doesburg, die minstens twee portretten van hem schilderde. In de periode 1907-1909 bood hij Van Doesburg onderdak nadat deze zonder een cent op zak het ouderlijk huis verlaten had, omdat zijn ouders liever niet zagen dat hij trouwde met zijn toenmalige partner, Agnita Feis. In 1920 overleed Leibbrandts vrouw, waarna hij hertrouwde met Anna Elisabeth Hemker.